# IC 852
IC 852 је елиптична галаксија у сазвјежђу Велики медвјед која се налази на листи објеката дубоког неба у Индекс каталогу.
Деклинација објекта је + 60° 9' 28" а ректасцензија 13h 7m 36,7s. Привидна величина (магнитуда) објекта IC 852 износи 14,0 а фотографска магнитуда 15,0. IC 852 је још познат и под ознакама UGC 8213, MCG 10-19-35, CGCG 294-18, NPM1G +60.0125, PGC 45472.